# Jehor Jarmolioek
Jehor Jarmolioek (Verkhniodniprovsk, 1 maart 2004) (Oekraïens: Єгор Романович Ярмолюк) is een Oekraïens voetballer die bij voorkeur als centrale middenvelder speelt. Hij tekende in 2022 voor Brentford.

## Clubcarrière
Brentford haalde Jarmoliek in 2022 weg bij Dnipro, waar hij achttien competitieduels speelde. In juni 2023 werd hij bij het eerste elftal gehaald en kreeg hij een nieuw vijfjarig contract. Op 21 oktober 2023 debuteerde de Oekraïner in de Premier League tegen Burnley.